# Gmina Bakałarzewo
Die Gmina Bakałarzewo ist eine Landgemeinde im Powiat Suwalski der Woiwodschaft Podlachien in Polen. Ihr Sitz ist das gleichnamige Dorf (litauisch Bakalariava) mit etwa 800 Einwohnern.
Die Gemeinde liegt im Nordosten des Landes, unweit der Grenze zu Litauen. Die Stadt Białystok liegt etwa 120 Kilometer südlich. Ein Gewässer ist der Fluss Rospuda.

## Gliederung
Zur Landgemeinde (gmina wiejska) Bakałarzewo gehören 32 Ortsteile mit einem Schulzenamt (sołectwo):
Aleksandrowo
Bakałarzewo
Gębalówka
Góra
Kamionka Poprzeczna
Karasiewo
Klonowa Góra
Konopki
Kotowina
Malinówka
Maryna
Matłak
Nieszki
Nowa Kamionka
Nowa Wieś
Nowy Dwór
Nowy Skazdub
Orłowo
Płociczno
Podwólczanka
Sadłowina
Słupie
Sokołowo
Stara Chmielówka
Stara Kamionka
Stary Skazdub
Suchorzec
Wólka
Wólka-Folwark
Zajączkowo
Zajączkowo-Folwark
Zdręby
Weitere Ortschaften der Gemeinde sind Podgórze und Podrabalina.

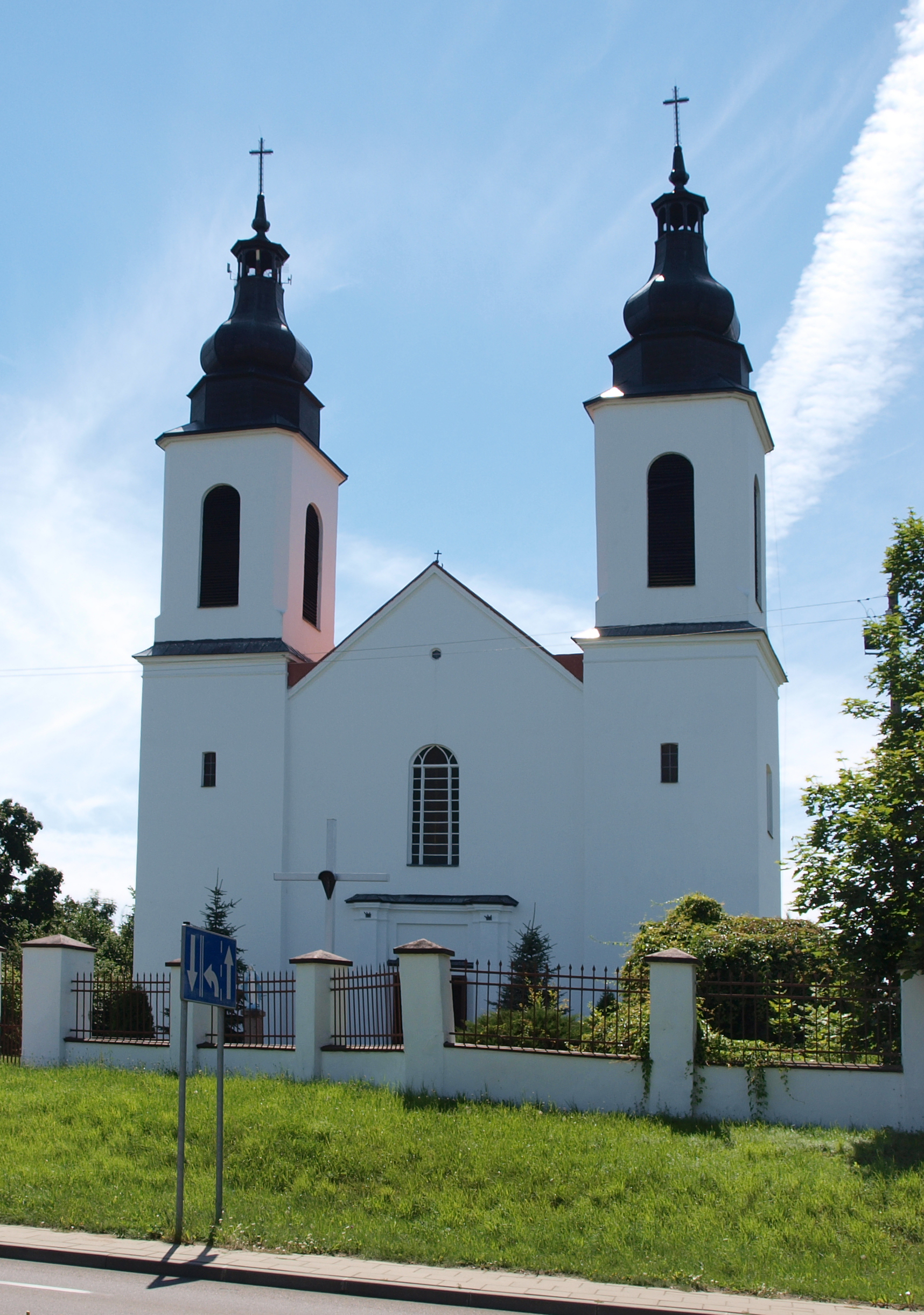
Die Kirche des Ortes